# ラミアー

ハーバート・ジェームズ・ドレイパーの1909年の絵画『ラミアー』。

ラミアーまたはラミア（古希: Λαμία, Lamiā）は、ギリシア神話に登場するリビュアーの女性で、ゼウスと通じたためにヘーラーによって子供を失い、その苦悩のあまり他人の子を殺す女怪と化した。眼球を取り出すことができるが、これはヘーラーに眠りを奪われた彼女にゼウスが与えた能力ともいわれる。「ラミア」は古くから子供が恐怖する名として、しつけの場で用いられた。
後の時代には、青年を誘惑して性の虜にしたあとこれを喰らう悪霊エンプーサの代名詞のひとつに使われた。誘惑のラミアーは、若者を喰らうのでヴァンパイアと比喩される。
他にもリビュアー神話の人食いの女蛇の一族がラミアー類とされ、アポローンが都市アルゴスに差し向けた子供を喰らう怪物も、ラミアーの別称で呼ばれたり、体の一部が蛇だと記述される。

## 語源
名前は「貪欲」を意味するラミュロス（古希: λαμυρός）からきていると言う説がある。似た説としてはアリストパネースの傍注者の説で、「喉」や「食道」（古希: λαιμός）が巨大であるゆえにそう付けられたという説明がある。

## 神話
ラミアーは、元々はリビュアー（現今のリビアより広大である）の女性（あるいは女王）であったが、その美貌でゼウスに見初められた。結果、ゼウスの妻ヘーラーの怒りを買い、ゼウスとの間に産まれた子供を全て失い（あるいはみずから殺すように仕向けられ）、その悲痛から容姿は獣のように変りはて、他人の子を捕らえて殺すようになった。
ヘーラーの報復はそれにとどまらず、ラミアーから眠りさえも奪い、子供を失った悲しみから常に逃れられないようにした。そこでゼウスは彼女が休めるよう、目を取り外せるようにしたと、古註では説明される。ラミアーが目玉を取りだしたり容器に保管した等の記述は（経緯まで詳しくはないが）他所にも見られる。
詳細
古註によれば、ベーロスと（その母）リビュエーとの間の娘とされる。また、ポセイドーンの娘でシビュレーの母であるラミアーともしばしば混同される。
ラミアーは、ゼウスによってマグナ・グラエキア（現今のイタリア）に連れていかれたという伝承があり、人食い巨人ライストリューゴーン族の都市ラモスの地名になったとも、一族の女王に君臨したともされる。
アリストパネース（前385年頃没）は、2作の喜劇の中で、この世で悪臭をはなつ三大のもののひとつとして「ラミアーの睾丸」を数えており、ゆえにラミアーは性別不詳などとも意見される。ちなみにこのことは、17世紀のトップセルの動物誌のラミアーについての記述や挿絵にも踏襲される。

## 俗信

### 悪い子の鬼
ギリシア人の生活の慣習として、母親たちは「ラミアー」の名を子供をたしなめるための脅し文句に使うこともあった。このことは紀元前1世紀頃にもすでに記されている。子供が悪いことをすると「○○をするとラミアーが来るよ」と言う風に使われた。
この「悪い子の鬼」的な意味で同義語とされる悪霊の類には、モルモー、モルモリュケー、ゲロー等がある。『スーダ辞典』の「モルモー(Μορμώ)」の項を引くと、モルモリュケーと同一とし、ラミアーとも呼ばれる恐ろしいと存在と定義している。また古註には、ラミアーの単なる別名が「ゲロー」であると記される。
ラミアーの他にも、ゴルゴー、エピアルテース、モルモリュケーが怖がらせる存在であると、ストラボーン『地理誌』にも記される。

### 淫乱な悪霊
紀元1世紀頃を境に、ラミアーは子供を殺す一人の女怪ではなく、青年を誘惑して最後には喰らう悪霊たちの総称として描かれるようになった。

#### アポローニオスのラミアー退治
代表例はピロストラトス著『テュアナのアポローニオス伝』（第4巻第25章）の挿話である。
女性になりすました一体のラミアー（俗称）に門弟をたぶらかされた哲人アポローニオスは、その正体を暴露し、門弟を救った。
この怪異の名称だが、まず悪霊（パスマ）の一種とされており、哲人が門弟にいわく「そいつはエンプーサだ、周りではラミアーやらモルモリュケーやらと呼んでいる奴だ」とあるように、正しい呼称がエンプーサ、俗称がラミアー等とされる。"ラミアー"は本来このような意味では用いられないとの指摘もある。また、最後には彼女自身も自分がエンプーサという種類の悪霊であると認めている。挿話は、これが世間にいうアポローニオスによる「コリントスのラミアー」を退治したという風聞の全貌である、と締めくくられる。
このラミアーは変身能力だけでなく、住まいまでも豪邸に見せかける幻影術を所持していたが、二人の婚礼の席でアポローニオスが彼女の正体を宣言すると、豪奢な杯などが幻と消え、嘘が発覚した。
蛇体

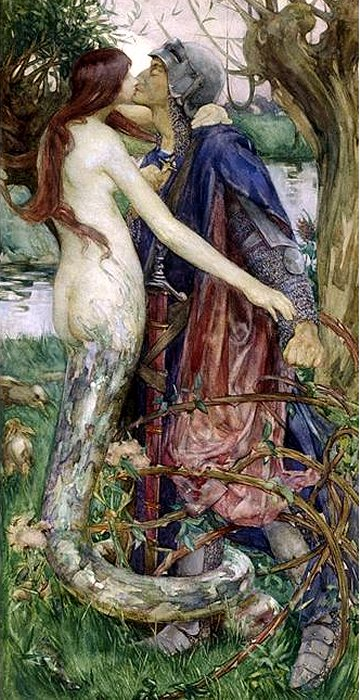
『鬼女のキス』（イソベル・リリアン・グローグ、1890年頃）ジョン・キーツの『レイミア』に影響を受け、ラミアーを半蛇身の女性として描写している。

また、哲人が書生に対して諭した台詞「おまえというやつは、蛇なんぞに恋焦がれているのだ」は、現代の読者からすれば比喩と捉えがちであるが、これは彼女が実際に蛇体であることの言及だと主張する研究書がある。
英国ロマンス派の詩人キーツの『レイミア』はアポローニオス伝の話の再話であるが、キーツのレイミアははっきりと蛇体である。
血を好む
このラミアーは、その肉体を喰らうために青年を太らせていたのであり、「その血が新鮮で純粋」な美青年を狙って常習的に喰らっていた、と白状した。これを現代風に言えば血を吸うヴァンパイアだと解釈する近代の参考書もある。
血を吸う行動を思わせる描写は、ローマ版の説話にあると言われる。一般に血を「吸う」魔女が登場するのは、アープレーイウスが著した2世紀のラテン語小説とされる（#黄金のロバ参照）。

#### 黄金のロバ
アープレーイウスの『黄金のロバ』（『変容』）では、メロエーとパンティアという人間ではない魔女たちが登場するが、ラミアーとも呼ばれている。
メロエーは年配の毒婦で、その術を使って男性を誘惑する。虜となった男は、彼女の正体や行動を友人に他言してしまい、友人の助力で逃亡を画策する。しかし、その夜のうちに二人の魔女たちに見つかり、男は左顎下を刀で突かれ、放出する血は小さな革袋に採集された。男は心臓を摘出され、代わりに海綿を詰められてとりあえずは死ななかったが、川の水を飲もうと身をかがめたとき海綿が転げ落ち絶命した。ここでは魔女たちは血を吸ったとは明言されないが、この血の採集法は、ヴァンパイア的な行動だと指摘されている。
ラミアー達（「あの女怪ども」等と和訳される）は更に、そばにひっくり返っていた友人をまたがって排尿した。その染みついた悪臭はすさまじかったと語られる。

## 解釈

### 蛇体
女性の頭と胸に、蛇の下半身を持つという姿と定義する辞典等もあるが、上掲#神話で要約した内容が、神話上のラミアーの「典型的」な描写であり、古典的な原典（前3世紀のサモスのドゥーリス、前1世紀のシケリアのディオドーロス等）には、蛇と結びつける具体的な言及はない。
しかし「典型」が必ずしも元祖とは限らないと蛇女論者は主張する。古代神話には他にも子供を殺された恨みのモチーフにまつわる女怪や、同じリビュアーの地にまつわる女怪がおり、そのなかには外見の一部が蛇なものもある。そうした例もラミアーと認識できるという説である（#推定同類にて後述）。
また、エンプーサ（別名ラミアー。#淫乱な悪霊にて前述）は、ある伝奇的な人物伝では、女性に化けたそれが「蛇」呼ばわりされる。

### 吸血鬼
アポローニオスが退治したというエンプーサ（ことラミアー）をスミスの辞典（1849年）では、ヴァンパイアに相当させており、血を吸うとしているが、そのような解釈は必ずしも他の資料ではされていない。

### 悪臭
悪臭は、ラミアーに共通するモチーフあるいは属性だとの指摘がある。一例はアリストパネースの喜劇の「ラミアーの睾丸」の匂いの言及であり、もう一つは#リビュアー神話の半人半蛇たちが通ったあとに残す悪臭をたどって住民たちはその住処をつきとめたという記述である。また、『黄金のロバ』の魔女たちがひっかけた尿の悪臭も例のうちに数えられる。

## 推定同類
ラミアーという名では必ずしも記されないが、話の類似性や場所の一致からラミアーと推論されるものもいる。これらは、半人半蛇だったり、頭から蛇が生えていたりする。

### アルゴスのポイネー
類型とされるひとつが、アポローン神が都市国家アルゴスに差し向けた子供を襲う怪物で、原典によって、「ポイネー（罰）」とも、ケールとも、ラミアーとも呼ばれる。ラミアーだと明言するのは、古典ではなく中世（9〜11世紀）の記述であるが、プルータルコスがエンプーサとポイネーを同一とする言及を傍証として、かなり古くからラミアーとみなされた可能性も指摘される。
ポイネーの外見が蛇の様だとする記述は皆無だが、スターティウスが伝える異本では無名の怪物で、女性の顔と乳房を持ち、その赤錆色をした額からは蛇（羅: anguis）が生えており、鉄を履かせた爪を持ち、滑りこむようにして部屋に侵入しては乳児を捕らえて喰らったという。また、もたらされた災害は、人面の蛇あるいは蛇頭の人だとする古註もある。
怪物はコロイボスが退治したとされている。

### リビュアー神話
さらなる例として挙げられるのが、ディオーン・クリューソストモスが記述するリビュアーの人食い怪物の一族で、これらは女性の上半身と蛇の下半身からなり、獣のような手を持っていた。この「リビュアの神話」のモンスター族がラミアーだという解釈は、アレックス・スコービー（1977年）に拠るとされ、他にも賛同する学者がいる。

## 近代
エドワード・トップセル著『四足獣物語』（17世紀）によれば、ラミアーは上半身は女性の顔と乳房を持つが、下半身はヤギに似、アザラシの匂いがする睾丸もついており（上述のアリストパネースを典拠としている）、両性具有に描かれる。全身は鱗で覆われる。

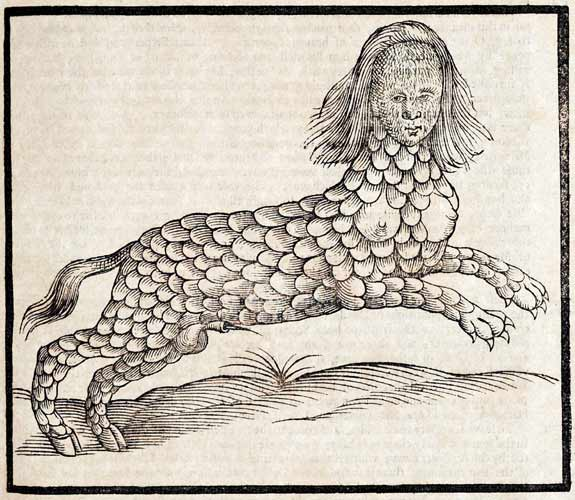
ラミア。木版画。トップセル著『四足獣物語』より

ジョン・キーツは生前の1819年に出版した詩集 Lamia （『レイミア』イザベラ、聖アグネス祭前夜その他の詩集）のPart Iにラミアーの伝説に基づく詩を書いた。その内容は「レイミア（ラミアー）と人間の恋物語」（異類婚姻譚）である。
主な内容としては、ある男がレイミアの化けた女性と結婚することになるが最終的にその正体を暴き、彼女は正体を現して泣きながら去って行ったというものである。

## 各国の類例
ブルガリアの民話にもラミャ（ブルガリア語: Ламя / lamya）という複数の頭を持つ竜（スラヴのドラゴン）がいる。水源を支配して干ばつを起こし、それを解くために人身御供を要求し、村人たちを苦しめる。洞窟や地下で発見されるというストーリーが多い。特に性別を示すようなところはないが、普通は女性とされている。
また、ラミアー伝説が東洋に伝来し中国の『白蛇伝』の基になったとの説が唱えられている。